# برونو باربي
برونو باربي (13 فبراير 1941 - 9 نوفمبر 2020)، هو مصور فوتوغرافي فرنسي من مواليد المغرب. دامت حياته المهنية أربعة عقود، سافر خلالها عبر القارات الخمس، مُصوِّرًا العديد من الحروب.

## الجوائز
- وسام الاستحقاق الوطني الفرنسي[بحاجة لمصدر][ بحاجة لمصدر ][ بحاجة لمصدر ]
- جائزة نادي الصحافة في الخارج[بحاجة لمصدر][ بحاجة لمصدر ][ بحاجة لمصدر ]
- جائزة التصوير الصحفي ، جامعة ميسوري[بحاجة لمصدر][ بحاجة لمصدر ][ بحاجة لمصدر ]

## روابط خارجية
- السيرة من جمعية ماغنوم للتصوير
- يوروفيجن